# مارک پاولیچ
مارک پاولیچ (انگلیسی: Mark Pavelich؛ (زادهٔ ۲۸ فوریهٔ ۱۹۵۸ – درگذشتهٔ ۴ مارس ۲۰۲۱) بازیکن هاکی روی یخ اهل ایالات متحده آمریکا بود.
از باشگاه‌هایی که در آن بازی کرده بود می‌توان به نیویورک رنجرز اشاره کرد.